# Dirk Langerbein
Dirk Langerbein (* 9. September 1971 in Lippetal) ist ein ehemaliger deutscher Fußballtorwart. Er ist als Torwarttrainer tätig.

## Leben
Der Torwart Dirk Langerbein begann 1977 beim 1. SC Lippetal mit dem Fußballspiel. Bereits als Jugendlicher wechselte er 1986 zu Borussia Lippstadt. Im Januar 1994 verpflichtete ihn der damalige Verbandsligist Amicitia Viernheim, mit denen er in die Oberliga Baden-Württemberg aufstieg. 1995 kehrte Langerbein in seine Heimat zu Teutonia Lippstadt zurück, wo er noch zwei Jahre spielte.
Dann verpflichtete ihn Zweitligist FC Gütersloh zur Saison 1997/98 als Ersatztorhüter hinter Adam Matysek. In der Rückrunde der Saison 1998/99 gab Langerbein dann sein Debüt. Matysek hatte sich gleich zu Saisonbeginn schwer verletzt, danach hatte zunächst Michael Kraft, Neuzugang vom 1. FC Köln das Vertrauen erhalten. Unter Trainer Jürgen Gelsdorf erhielt dann Langerbein bei den abstiegsbedrohten Güterslohern das Vertrauen, musste danach jedoch mit dem FC in die Regionalliga West/Südwest absteigen. Im Februar 2000 wechselte er im Zuge der Gütersloher Insolvenz zum Ligakonkurrenten LR Ahlen, mit denen er in die 2. Bundesliga aufstieg. Langerbein war nun Stammtorhüter und spielte meist sehr zuverlässig.
Nach zwei Jahren in Ahlen ging er dann wegen fehlender sportlicher Perspektive zur Saison 2002/03 zum Zweitligisten MSV Duisburg. Dort sah ihn Trainer Pierre Littbarski als gleich stark mit seinem Konkurrenten Tomasz Bobel ein. Gegenüber Bobel sprachen seine besseren fußballerischen Qualitäten für ihn. Dennoch verlor er zunächst das Duell gegen Bobel, da er bei seinem ersten Einsatz für Duisburg am 2. Spieltag keine gute Leistung lieferte und vier Gegentreffer zulassen musste. Doch nach einem Patzer Bobels stand Langerbein ab dem siebten Spieltag wieder zwischen den Pfosten. Den Konkurrenzkampf gegen Bobel entschied zwar eine Verletzung Bobels, dennoch blieb Langerbein umstritten. Trainer Littbarski sprach ihm die sportliche Tauglichkeit ab und äußerte öffentlich über Langerbein: „Der ist zufrieden, wenn er drei Mahlzeiten am Tag bekommt.“. Im November wurde Littbarski durch Bernard Dietz als Trainer ersetzt, Langerbein blieb Duisburgs Stammtorhüter und ging als solcher auch in die Saison 2003/04, in der er erstmals nach 2000/01 wieder alle 34 Pflichtspiele absolvieren konnte. Doch auch in dieser Saison zeigte sich sein Trainer Norbert Meier nicht immer zufrieden. und zur Saison 2004/05 fand sich Langerbein hinter Neuzugang Georg Koch auf der Bank wieder.
Da er bei Duisburg nun ohne Chance auf einen Einsatz war, nutzte Dirk Langerbein in der Winterpause der Saison 2004/05 erfreut ein Angebot des 1. FC Nürnberg, mit 33 Jahren in die Bundesliga zu wechseln. In Nürnberg fiel Stammtorhüter Raphael Schäfer länger verletzt aus und der Club wollte einen weiteren erfahrenen Torwart in der Hinterhand, falls auch Ersatztorwart Daniel Klewer ausfallen sollte. Nur wenige Wochen später erwies sich diese Vorsichtsnahme als richtig. Wegen Klewers Adduktorenproblemen debütierte Langerbein am 6. März 2005 mit 33 Jahren in der 1. Bundesliga und erhielt dank hervorragender Paraden gute Kritiken. Noch zwei weitere Spiele mit ordentlichen Leistungen folgten, ehe Stammtorwart Schäfer wieder fit war. Nach dem erfolgten Klassenerhalt bot ihm der FCN einen Vertrag als Standby-Profi mit der Perspektive, Torwarttrainer zu werden, an. Langerbein lehnte ab, weil er weiter spielen wollte, und wechselte stattdessen zum Regionalligisten Rot-Weiss Essen.
Bei Rot-Weiss Essen lief es für Langerbein jedoch nicht rund. Zwar begann er als unumstrittene Nummer eins, stand jedoch nach einigen Patzern schnell in der Kritik. Nach einer Verletzung kam André Maczkowiak zum Zuge, der auch nach Langerbeins Genesung im Tor blieb. Nur während einer zwischenzeitlichen Verletzungspause Maczkowiaks kehrte Langerbein noch einmal für sechs Spiele ins Tor zurück. Er blieb zwar nach dem Essener Aufstieg in die 2. Bundesliga im Verein, war jedoch nur noch vierter Torwart.
Am 30. Januar 2007 unterschrieb Langerbein einen Vertrag bis 2008 beim 2. Bundesligisten Rot Weiss Ahlen (ehem. LR Ahlen). Damit kehrte er nach fast vier Jahren nach Ahlen zurück. Ab dem 1. Juli 2009 war er dort als Torwarttrainer tätig. Nach dem Ende der Saison 2009/10, in der er noch als Standby-Torwart zur Verfügung stand, beendete er seine Karriere. Nach der Insolvenz von Ahlen im Mai 2011 wurde Langerbeins Vertrag als Torwarttrainer aufgelöst. Im Juni 2011 trainierte er die Torhüter bei der Vereinigung der Vertragsfußballspieler und war dort bis zum 9. September aktiv. Am 9. September 2011 bekam er eine zweimonatige Anstellung als Torwarttrainer bei Rot-Weiß Oberhausen. Am 1. November 2011 endete der Torwart-Trainer-Job in Oberhausen.
Am 26. Juni 2012 wurde Langerbein als neuer Torwart-Trainer des Rot-Weiß Oberhausen vorgestellt.
Insgesamt absolvierte Langerbein neben den drei Bundesligaspielen für Nürnberg 141 Spiele in der 2. Bundesliga (Stand 15. Dezember 2008).